# Chałupy (przystanek kolejowy)
Chałupy – przystanek kolejowy w Chałupach, wsi w gminie Władysławowo, w województwie pomorskim, w Polsce. W 2013 roku został on zmodernizowany i wyposażony w podjazd dla niepełnosprawnych oraz parking dla rowerów.

## Ruch pasażerski
| Rok  | Wymiana pasażerska na dobę |
| ---- | -------------------------- |
| 2017 | 300-499                    |
| 2022 | 300-499                    |

Na przełomie stycznia i lutego 2019 PKP podpisały z konsorcjum firm Helifactor i MERX umowę na budowę tzw. innowacyjnego dworca systemowego w formie klimatyzowanej poczekalni wraz z pomieszczeniami kas biletowych i przestrzenią dla punktów handlowo-usługowych.